# Jurassic World: Dominion
Jurassic World Dominion (pisownia oryginalna Jurassic World: Dominion) – amerykański film fantastycznonaukowy w reżyserii Colina Trevorrowa, trzecia odsłona serii Jurassic World.

## Fabuła
Minęły cztery lata od wybuchu wulkanu Mount Sibo i zagłady Isla Nublar. Dinozaury, które uciekły z rezydencji Benjamina Lockwooda, spotykane są w różnych rejonach Stanów Zjednoczonych. Jednym z nich jest Blue, samica welociraptora, która wraz ze swoim potomstwem ukrywa się w górach Sierra Nevada, gdzie zamieszkał jej były opiekun, Owen Grady. Owen, wraz z Claire Dearing, wychowują czternastoletnią Maisie Lockwood, wnuczkę Benjamina. Pewnego dnia dziewczynka, wraz z młodym welociraptorem, zostają porwani przez przemytników dinozaurów. Owen i Claire ruszają jej z pomocą.
Tymczasem nowy, tajemniczy gatunek szarańczy niszczy plony na południu USA. Paleobotanik, dr Ellie Sattler, odkrywa, że jedynymi plantacjami, których nie atakują owady, są te, gdzie wysiano rośliny pochodzące od firmy BioSyn. Podejrzewając, że prezes firmy, Lewis Dodgson, maczał palce w stworzeniu szarańczy, Ellie prosi swojego dawnego ukochanego, paleontologa Alana Granta, o pomoc w zinfiltrowaniu siedziby BioSyn we włoskich Dolomitach, gdzie transportowane są złapane w USA dinozaury. Na miejscu para spotyka starego znajomego, matematyka Iana Malcolma, pracującego obecnie dla Dodgsona i również podejrzewającego go o niecne intencje. 
Do Dolomitów zmierzają również Owen i Claire, podążając tropem porywaczy Maisie. Bohaterowie wspólnie odkrywają, że BioSyn nie tylko tworzy własne gatunki dinozaurów, ale też prowadzi eksperymenty mogące zagrozić przetrwaniu ludzkości.

## Obsada
| Rola             | Aktor               | Polski dubbing        |
| ---------------- | ------------------- | --------------------- |
| Owen Grady       | Chris Pratt         | Mateusz Łasowski      |
| Claire Dearing   | Bryce Dallas Howard | Agata Wątróbska       |
| dr Henry Wu      | BD Wong             | Adam Cywka            |
| dr Ian Malcolm   | Jeff Goldblum       | Marek Lewandowski     |
| dr Alan Grant    | Sam Neill           | Leon Charewicz        |
| dr Ellie Sattler | Laura Dern          | Ewa Konstancja Bułhak |
| Franklin Webb    | Justice Smith       | Mikołaj Jodliński     |
| Zia Rodriguez    | Daniella Pineda     | Marta Wągrocka        |
| Maisie Lockwood  | Isabella Sermon     | Milena Gąsiorek       |
| Lewis Dodgson    | Campbell Scott      | Przemysław Bluszcz    |
| Kayla Watts      | DeWanda Wise        | Anna Szymańczyk       |
| Ramsay Cole      | Mamoudou Athie      | Adam Rosa             |
| Barry Sembene    | Omar Sy             | Szymon Mysłakowski    |

## Odbiór

### Box office
Przy budżecie szacowanym na 165-265 milionów dolarów, Jurassic World Dominion zarobił w USA i Kanadzie prawie 377 milionów, a w pozostałych krajach równowartość około 625 mln USD, osiągając łącznie nieco ponad miliard dolarów przychodu.

### Reakcja krytyków
Film spotkał się przeważająco z negatywną reakcją krytyków. W agregatorze recenzji Rotten Tomatoes 29% z 395 recenzji uznano za pozytywne, a średnia ocen wystawionych na ich podstawie wyniosła 4,8 na 10. Z kolei w agregatorze Metacritic średnia ważona ocen z 59 recenzji wyniosła 38 punktów na 100.